# Teignbridge
Teignbridge é um distrito de governo local em Devon, Inglaterra. O seu conselho tem sede em Newton Abbot. Outras cidades do distrito: Ashburton, Dawlish e Teignmouth. O seu nome tem origem no antigo Teignbridge hundred.
O distrito foi criado em 1 de Abril de 1974, pela Lei do Governo Local de 1972, pela fusão dos  distritos urbano de Ashburton, Buckfastleigh, Dawlish, Newton Abbot e Teignmouth, juntamente com o Distrito Rural de Newton Abbot e parte do Distrito Rural de St Thomas.

## Localidades
Teignbridge inclui as seguintes cidades, vilas e aldeias:
- Abbotskerswell
- Ashburton
- Ashcombe
- Ashton
- Bickington
- Bishopsteignton
- Bovey Tracey
- Bridford
- Broadhempston
- Buckfastleigh
- Buckland in the Moor
- Christow
- Chudleigh
- Coffinswell
- Dawlish
- Denbury
- Doddiscombsleigh
- Dunchideock
- Dunsford
- Exminster
- Haccombe
- Hennock
- Holcombe
- Ide
- Ideford
- Ilsington
- Ipplepen
- Kenn
- Kenton
- Kingskerswell
- Kingsteignton
- Lustleigh
- Mamhead
- Manaton
- Moretonhampstead
- Newton Abbot
- North Bovey
- Ogwell
- Powderham
- Shaldon
- Shillingford St George
- Starcross
- Stokeinteignhead
- Tedburn St Mary
- Teign Village
- Teigngrace
- Teignmouth
- Torbryan
- Trusham
- Whitestone
- Widecombe-in-the-Moor
- Woodland